# Jordy van de Kracht
Jordy van de Kracht (Rheden, 3 juni 1990) is een Nederlands voormalig voetballer die als doelman speelde.

## Loopbaan
Van de Kracht speelde in de jeugd van De Graafschap en maakte sinds het seizoen 2010/11 deel uit van de selectie van het eerste team. Hij fungeerde normaliter als derde of tweede doelman. Van de Kracht debuteerde voor De Graafschap op 24 september 2013 als basisspeler in de thuiswedstrijd in de tweede ronde van de KNVB Beker tegen SBV Excelsior. Hij veroorzaakte na zes minuten een penalty en De Graafschap verloor de wedstrijd met 1-3. Zijn competitiedebuut maakte Van de Kracht op 17 januari 2015 in de thuiswedstrijd in de Eerste divisie tegen FC Emmen nadat Hidde Jurjus na 57 minuten een rode kaart kreeg. Hij speelde ook op 27 januari in de uitwedstrijd bij SC Telstar. Met De Graafschap promoveerde hij in 2015 via de nacompetitie naar de Eredivisie. Vanaf het seizoen 2015/16 speelde hij voor De Treffers in de Topklasse Zondag en vanaf 2016 in de Tweede divisie. In 2019 ging hij naar SV DFS. Medio 2020 beëindigde hij zijn loopbaan.